# Muzimes collaris
Muzimes collaris је врста тврдокрилца из породице мајаkа (Meloidae). Спада међу највеће инсекте у својој породици пошто може бити дуга између 40 и 50 mm.  Њено распрострањење обухвата Бугарску, Грчку, Малту, Северну Македонију, Румунију, Молдавију и јужну Русију, а у Србији је први пут забележена тек 2022. године.